# Jacob Gijsbertus Samuël van Breda
Jacob Gijsbertus Samuël van Breda (Delft, 24 ottobre 1788 – Haarlem, 23 settembre 1867) è stato un biologo e docente olandese.

## Biografia
Jacob era figlio di Jacob van Breda, un medico, fisico e politico olandese, e Anna Elsenera van Campen. Sua madre morì quando lui aveva due anni. Studiò medicina e fisica presso l'Università di Leida, dove conseguì la laurea in medicina e filosofia nel 1811; in seguito si recò a Parigi. Nel 1816 divenne professore di botanica, chimica e farmacia presso l'Università di Franeker. In questo periodo beneficiò della ritrovata condizione di pace in Europa per visitare luoghi di interesse scientifico per lui, ad esempio in Germania.
A Franeker diventò amico intimo con uno dei presidi, l'avvocato olandese, amministratore e uomo politico Adriaan Gillis Camper, egli stesso figlio del professore di anatomia Petrus Camper. Il 9 maggio 1821 sposò a Klein Lankum la figlia di Camper Federica Teodora Ernestina Camper (1799-1834), ella stessa una scienziata dilettante che lo accompagnò nei suoi viaggi presso Georges Cuvier in Francia e Humphry Davy. Tutti i figli della coppia sarebbero nati morti.
Nel 1822 Van Breda divenne professore di botanica, zoologia ed anatomia comparata presso l'Università di Gand. Qui egli fu a capo del locale Hortus Botanicus e nel 1825 iniziò una grande opera botanica, la  Genera et Species Orchidearum et Asclepiadearum in quindici volumi, che descrive i generi di piante delle Indie Orientali Olandesi che gli erano spedite da Batavia, ma fu costretto ad abbandonare questo progetto e la sua posizione nel 1830 a causa della rivoluzione belga. Nel 1825 aveva anche scritto una biografia del suo defunto suocero Levens-schets van Adriaan Gilles Camper.
Nel 1831 Van Breda divenne professore straordinario di zoologia e geologia a Leida. Dopo la morte della moglie il 15 aprile 1834 si risposò nel 1836 con C.M. Veeren. Nel 1835 divenne professore ordinario a Leida. Come geologo Van Breda fu un seguace dell'Uniformitarismo. Nel 1839 si trasferì ad Haarlem dove fu nominato segretario della Società Olandese di Scienza e a capo delle sezioni di paleontologia e mineralogia e del Gabinetto di Fisica del Museo Teylers. In quest'ultima funzione si diede alle ricerche nel campo del magnetismo e dell'elettricità e acquistò anche molti fossili, tra cui un Archaeopteryx lithographica.
Dal 1852 al 1855 per volontà del Primo Ministro Johan Rudolph Thorbecke fu presidente di una commissione che aveva il compito di preparare la creazione della prima mappa geologica completa dei Paesi Bassi. Dal 1826 al 1830 aveva già ottenuto una certa esperienza in questo campo quando aveva elaborato una carta geologica del Paesi Bassi meridionali (cioè l'attuale Belgio). Questo progetto invece in gran parte non arrivò a conclusione.
Nel 1857 si ritirò dalla sua posizione a Leida e nel 1864 da quelle che ad Haarlem, morendo per un ictus nel 1867. Il suo successore come curatore di geologia, paleontologia e mineralogia del Museo Teylers fu Tiberius Cornelis Winkler, autore nel 1860 della prima traduzione olandese de L'origine delle specie di Darwin.
Van Breda ebbe anche una vasta collezione personale di esemplari geologici e paleontologici composta da circa 1900 pezzi, che nel 1871 fu venduta alla Università di Cambridge e al Museo di storia naturale (Londra). Nel 1883 uno dei fossili fu chiamato in onore di Van Breda Megalosaurus bredai, che poi sarebbe stato collocato nella Serie tipo del Betasuchus bredai.